# Pinanga latisecta
Pinanga latisecta är en enhjärtbladig växtart som beskrevs av Carl Ludwig von Blume. Pinanga latisecta ingår i släktet Pinanga och familjen Arecaceae.
Artens utbredningsområde är Sumatera. Inga underarter finns listade i Catalogue of Life.